# Tomasz Radzinski
Tomasz Radzinski (14 de diciembre de 1973, Poznań, Polonia), es un exfutbolista polaco-canadiense que se desempeñaba como delantero.

## Selección nacional
Ha sido internacional con la selección de fútbol de Canadá, ha jugado 46 partidos internacionales y ha anotado 10 goles.

## Clubes
| Club                 | País       | Año       |
| -------------------- | ---------- | --------- |
| North York Rockets   | Canadá     | 1990-1993 |
| St. Catherine Wolves | Canadá     | 1994      |
| Germinal Ekeren      | Bélgica    | 1994-1998 |
| RSC Anderlecht       | Bélgica    | 1998-2001 |
| Everton FC           | Inglaterra | 2001-2004 |
| Fulham FC            | Inglaterra | 2004-2007 |
| Skoda Xanthi         | Grecia     | 2007-2008 |
| Lierse SK            | Bélgica    | 2008-2012 |
| Waasland-Beveren     | Bélgica    | 2012      |

## Palmarés
Germinal Ekeren
- Copa de Bélgica: 1997

RSC Anderlecht
- Primera División de Bélgica: 1999-00, 2000-01